# Судеты
Суде́ты (пол.  и чеш. Sudety, нем. Sudeten, чеш. Krkonošsko-jesenická subprovincie / Krkonošsko-jesenická soustava) — горы в Центральной Европе, на территории современных Германии, Польши и Чехии, протянувшиеся с северо-запада на юго-восток на 310 километров. 
Высота гор до 1603 метров (гора Снежка в массиве Крконоше). На юго-западе граничат с Чешским массивом. Подразделяются на Западные Судеты (главные хребты — Качавские и Изерские горы, Лужицкие горы, массив Карконоше), Средние Судеты (Орлицкие горы) и Восточные Судеты (Есеники), а также Судетские предгорья (гора Сленза).

## История
Судеты приобрели широкую известность в связи с национальным движением судетских немцев в межвоенной Чехословакии, которое было использовано Германией как повод для аннексии Судетской области в 1938 году в результате Мюнхенского соглашения, заключённого в угоду Гитлеру премьер-министрами Великобритании Чемберленом и Франции Даладье.

## Геология
Судеты образовались в эпоху палеозоя; сложены вулканическими породами, а также гнейсами, сланцами, гранитами. Встречаются ледниковые формы рельефа (главным образом, в массиве Карконоше). Эрозионные формы рельефа распространены мало. Склоны крутые.

## Климат
Климат умеренный. Зимой — устойчивый снежный покров. Внизу склоны покрыты дубово-буковыми лесами, выше — елово-пихтовыми, которые на высоте 1200−1300 м сменяются кустарниками и лугами. В Судетах берут начало реки Эльба, Одра, Морава.

## Высокие Судеты
Название Высокие Судеты (пол. Wysokie Sudety, чеш. Vysoké Sudety, нем. Hochsudeten) это общее название для Крконоше, Кралицки-Снежника и Высокого Есеника.

## Современное состояние
Карконошский национальный парк (на территории Польши и Чехии). Много бальнеологических курортов, развиты туризм, лыжный спорт (стремительно развился в последние десять лет на территории массива Карконоше).
- Снежка
- Пограничный стык
- Проект «Великан»
- Крконоше